# Памятник Органическому регламенту

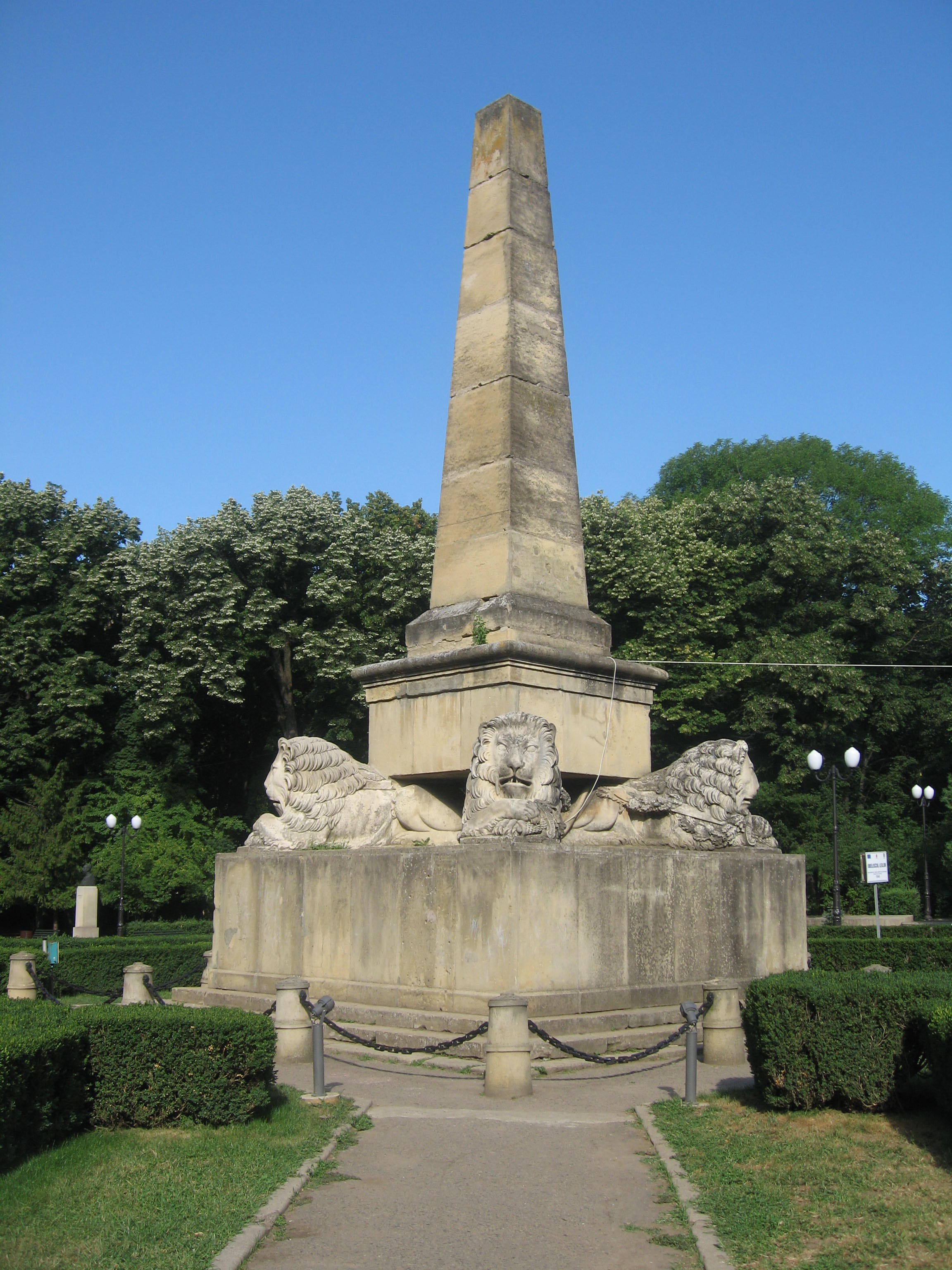
Обелиск со львами, Яссы

Памятник Органическому регламенту или Обелиск со львами (рум. Monumentul Regulamentului Organic, Obeliscul cu lei) — один из старейших памятников Румынии. Находится в парке Копоу г. Яссы.
Обелиск был установлен в парке в 1841 году, сооружён в честь первой конституции Дунайских княжеств (Валахии и Молдавии). Сооружение проводилось по инициативе и под контролем Георге Асаки.

## Описание
Памятник состоит из массивного каменного постамента, на которой размещены четыре льва (скульптор Иоганн Семсер), каждый из которых поддерживает дубовые ветви. Посредине установлен обелиск (каменная колонна) высотой 6-7 метров и весом 10 тонн, весь памятник высотой около 13,5 метров.
Четыре льва, символизируют четыре европейские державы, которые признали независимость Дунайских княжеств (Валахии и Молдавии) 
по Адрианопольскому мирному договору (1829).
Реставрировался в 1904 и 1957 годах.

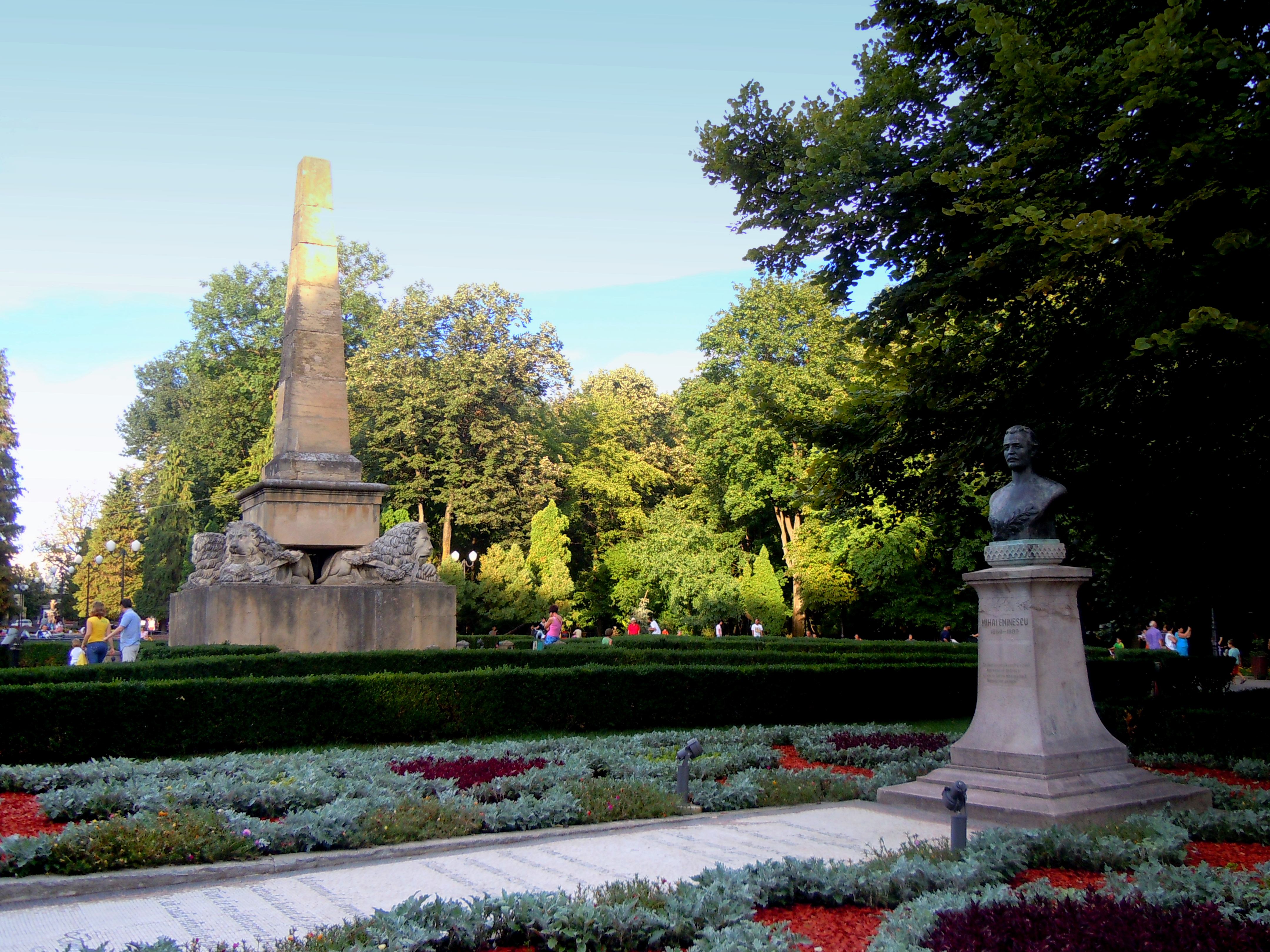
Бюст Михаю Эминеску на фоне «Обелиска со львами»
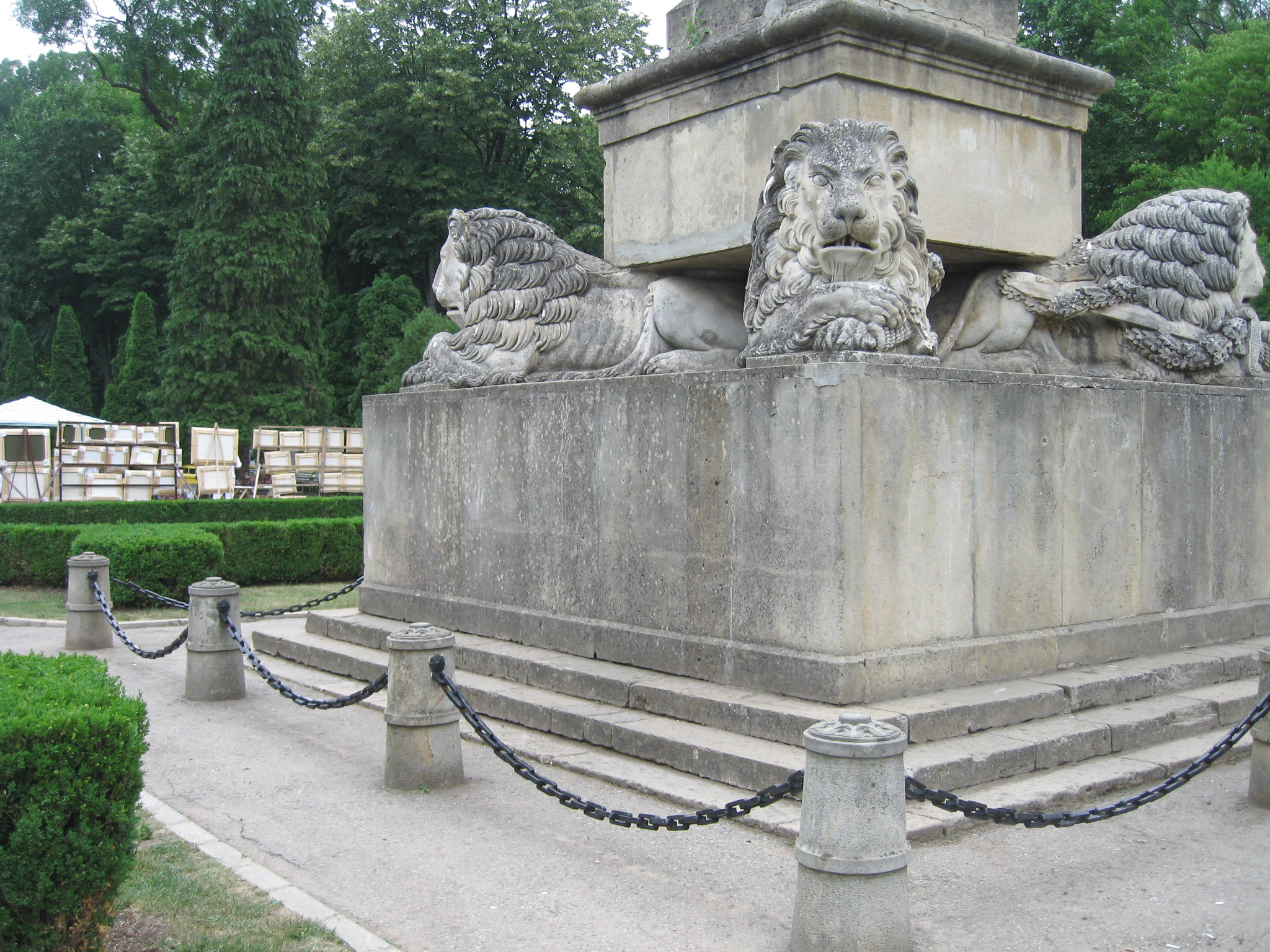
Фрагмент обелиска
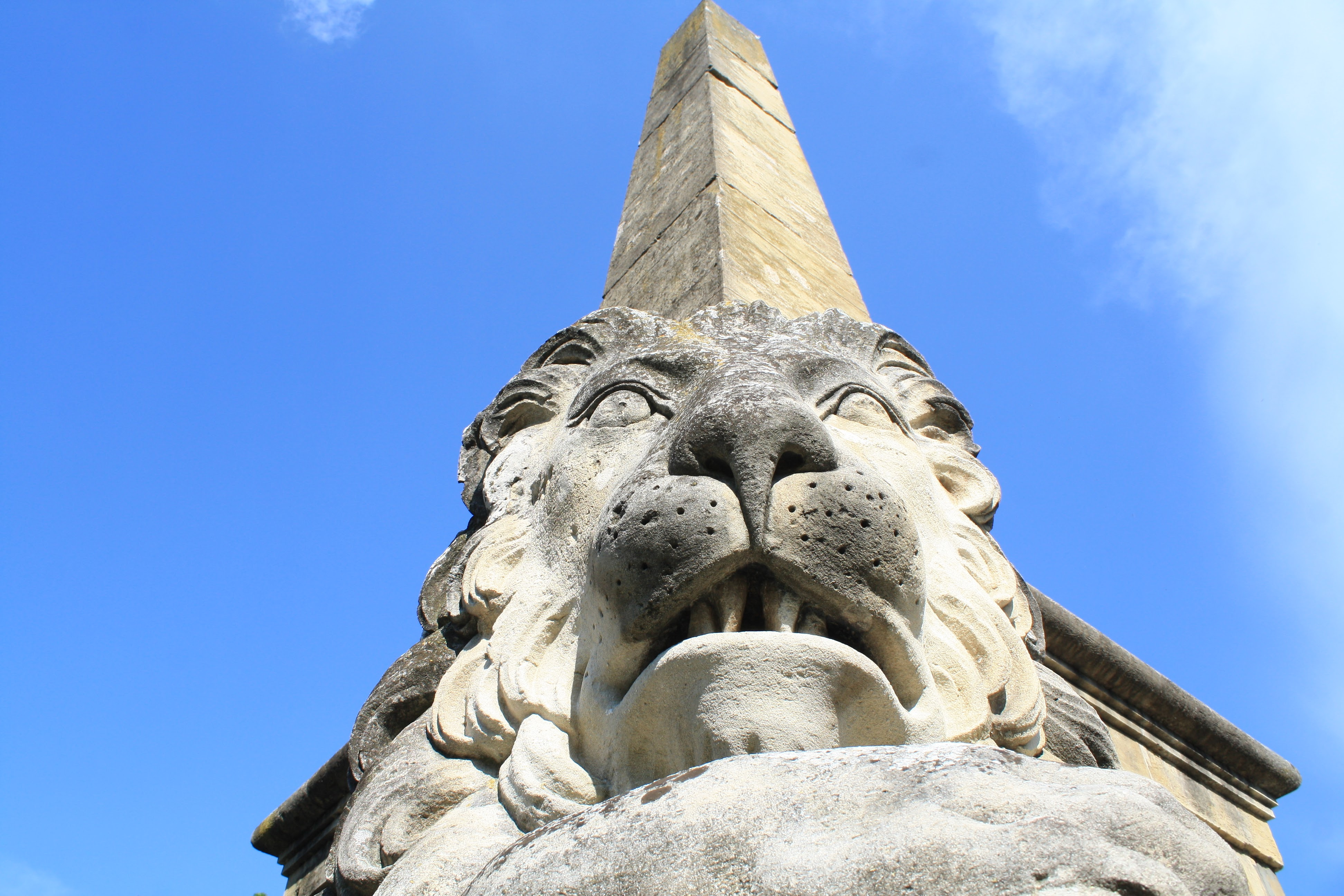
Фрагмент обелиска